# Сиклиф (Калифорнија)
Сиклиф (енгл. Seacliff) насељено је место без административног статуса у америчкој савезној држави Калифорнија.

## Демографија
По попису из 2010. године број становника је 3.267.
| Група             | 2000.    | 2010.         |
| Белци             | 0 (0,0%) | 2.538 (77,7%) |
| Афроамериканци    | 0 (0,0%) | 28 (0,9%)     |
| Азијати           | 0 (0,0%) | 100 (3,1%)    |
| Хиспаноамериканци | 0 (0,0%) | 482 (14,8%)   |
| Укупно            | 0        | 3.267         |